# Азійський трионікс темний
Азійський трионікс темний (Nilssonia nigricans) — вид черепах з роду азійський трионікс родини трикігтеві черепахи. Інша назва «храмова м'якопанцирна черепаха».

## Опис
Загальна довжина карапаксу коливається 80—91 см, жива вага досягає 13 кг. Спостерігається статевий диморфізм: самці більші за самиць і мають товсті та довгі хвости. Голова велика на дуже довгій рухомій шиї. Карапакс овальний. Лапи великі з розвиненими плавальними перетинками.
Колір карапаксу темно—коричневий, темно—оливковий або чорний з великою кількістю круглих темних плям, які майже не видно. Шия, голова і кінцівки темно—оливкові або чорні з зеленуватими плямами. Трохи білого кольору можна помітити на верхніх «губах» і на обох сторонах голови. Також світла пляма може бути біля очей. Пластрон світлий.

## Спосіб життя
Полюбляє великі ставки. Харчується равликами та земноводними.
Сезон розмноження починається в лютому і закінчується на початку травня з сухим сезоном. Відкладання яєць відбувається ввечері і вночі (16.00-20.00 год). Самиці повзають по березі, поки не знайдуть відповідне місце для відкладання. Самиці викопують ямки глибиною 14-25 см. У кладці 6—38 сферичних яєць діаметром 32,4-36,3 мм. Період інкубації становить 96—104 дні. У новонароджених світло—оливкові карапакс з темними плямами й смугами. Пластрон чорний з жовтими плямами. Розмір малюків 47 мм (45-51 мм) у довжину при вазі 16,3 г.

## Поширення
Мешкає лише у храмах в околицях Назірабада, поблизу м. Читтагонг (Бангладеш). Наразі збереглося лише 300 черепах цього виду.